# Męczennicy z Paragwaju
Męczennicy z Paragwaju – trzech jezuickich misjonarzy: Roch González de Santa Cruz, Alfons Rodríguez i Jan de Castillo, święci Kościoła katolickiego.

## Tło historyczne
Misjonarze sprzeciwiali się kolonizacji. Pracowali wśród plemion Paragwaju i Brazylii. Przewodził im Rocco Gonzales, który pracował wśród Indian od 1609 roku. Dwa lata później rozpoczął zakładanie redukcji paragwajskich.

## Śmierć
W roku 1628 Gonzales wraz ze swoimi dwoma towarzyszami zakładali redukcję niedaleko Caaro (obecna Brazylia). Miejscowa szamanka nakłoniła jednak Indian do przeciwstawienia się misjonarzom. 15 listopada Gonzales został zamordowany tomahawkiem, gdy wieszał kościelny dzwon. Śpieszącego mu z pomocą Rodrigueza również zamordowano. Ciała obydwu męczenników spalono. De Castillo, który wrócił dwa dni później, został ukamienowany.

## Beatyfikacja i kanonizacja
Przez 200 lat zapomniano o trzech męczennikach z Paragwaju. Zostali beatyfikowani w 1934 roku przez papieża Piusa XI, a kanonizowani 16 maja 1988 roku przez Jana Pawła II w stolicy Paragwaju Asunción.

## Dzień obchodów
Wspomnienie liturgiczne trzech męczenników obchodzone jest 17 listopada.

## Patronat
Gonzales, Rodriguez i de Castillo są patronami rdzennych tradycji.